# تل کاکلی
تل کاکلی مربوط به عصر مس - دوره ساسانیان است و در شهرستان ارسنجان، بخش مرکزی، دهستان شورآب، ۳۰۰ متری غرب روستای کوشک واقع شده و این اثر در تاریخ ۳۰ بهمن ۱۳۸۶ با شمارهٔ ثبت ۲۰۹۷۷ به‌عنوان یکی از آثار ملی ایران به ثبت رسیده است.